# Lawitz
Lawitz is een gemeente in de Duitse deelstaat Brandenburg, en maakt deel uit van de Landkreis Oder-Spree.
Lawitz telt 558 inwoners.

## Demografie
| Jaar | Inwoners |
| ---- | -------- |
| 1875 | 424      |
| 1890 | 405      |
| 1910 | 365      |
| 1925 | 329      |
| 1933 | 360      |
| 1939 | 366      |
| 1946 | 475      |
| 1950 | 451      |
| 1964 | 386      |
| 1971 | 357      |

| Jaar | Inwoners |
| ---- | -------- |
| 1981 | 330      |
| 1985 | 351      |
| 1989 | 370      |
| 1990 | 375      |
| 1991 | 375      |
| 1992 | 386      |
| 1993 | 383      |
| 1994 | 416      |
| 1995 | 431      |
| 1996 | 467      |

| Jaar | Inwoners |
| ---- | -------- |
| 1997 | 528      |
| 1998 | 621      |
| 1999 | 696      |
| 2000 | 703      |
| 2001 | 696      |
| 2002 | 690      |
| 2003 | 685      |
| 2004 | 683      |
| 2005 | 679      |
| 2006 | 670      |

| Jaar | Inwoners |
| ---- | -------- |
| 2007 | 662      |
| 2008 | 641      |
| 2009 | 643      |
| 2010 | 628      |
| 2011 | 604      |
| 2012 | 606      |
| 2013 | 613      |

Bad Saarow ·
Beeskow ·
Berkenbrück ·
Briesen (Mark) ·
Brieskow-Finkenheerd ·
Diensdorf-Radlow ·
Eisenhüttenstadt ·
Erkner ·
Friedland ·
Fürstenwalde/Spree ·
Gosen-Neu Zittau ·
Groß Lindow ·
Grünheide ·
Grunow-Dammendorf ·
Jacobsdorf ·
Langewahl ·
Lawitz ·
Mixdorf ·
Müllrose ·
Neißemünde ·
Neuzelle ·
Ragow-Merz ·
Rauen ·
Reichenwalde ·
Rietz-Neuendorf ·
Schlaubetal ·
Schöneiche bei Berlin ·
Siehdichum ·
Spreenhagen ·
Steinhöfel ·
Storkow ·
Tauche ·
Vogelsang ·
Wendisch Rietz ·
Wiesenau ·
Woltersdorf ·
Ziltendorf